# EMD GP38
Тепловоз EMD GP38 — тепловоз производившийся с января 1966 по декабрь 1971 заводами Electro-Motive Diesel и General Motors Diesel.
На тепловозе установлен 16-цилиндровый V-образный двухтактный дизельный двигатель мощностью 2000 л.с., оснащённый воздуходувкой с принудительным приводом.